# Насва (приток Ловати)
Насва — река в России, протекает в Новосокольническом и Великолукском районах Псковской области. Устье реки находится в 336 км по левому берегу реки Ловать. Длина реки составляет 46 км. Площадь водосборного бассейна — 1240 км².
Крупнейший приток — Большой Удрай, чуть выше (около 500 метров) по тому же правому берегу впадает Колотиловка.
Система водного объекта: Ловать → Волхов → Нева → Балтийское море.
Исток реки находится на территории Насвинская волость Новосокольнического района. Здесь река протекает через деревню Мартиново, Насва, Чирки. Дальше река протекает по Великолукскому району. В Горицкой волости через деревни Сопки, Овсище и Тулубьево. В Переслегинской волости через деревни Гороховье и Лакниха. Высота устья — 87 м над уровнем моря.

## Данные водного реестра
По данным государственного водного реестра России относится к Балтийскому бассейновому округу, водохозяйственный участок реки — Ловать и Пола, речной подбассейн реки — Волхов. Относится к речному бассейну реки Нева (включая бассейны рек Онежского и Ладожского озера).
Код объекта в государственном водном реестре — 01040200312102000022837.